# Едит Равел
Едит Равел je израелско-канадска списатељица романа. Рођена је у Израелу, а детињство је провела у граду Монтреалу, у канадској покрајини Квебек.

## Биографија
Едит Равел је рођена 1955. године у једном од израелских кибуца у близини границе са Либаном. Са породицом у Канаду се преселила када је имала седам година. У 18. години вратила се у Израел где је студирала енглески језик и књижевност. Ту је завршила основне и мастер студије. Поново се враћа у Канаду и ту завршава докторске студије на одсеку за јудаистику и мастер студије из области креативног писања. Едит Равел је предавала на три канадска факултета.

## Дела
- 1995. Љубавници: Мидраш
- 2003. Десет хиљада љубавника
- 2004. Погледај за мене
- 2005. Зид светлости
- 2007. Узбудљиви живот Паулине Ламермур
- 2007. Мистериозне авантуре Паулине Бовари
- 2007. Тајне авантуре Паулине Сидарте
- 2008. Штедиша
- 2008. Твоје тужне очи и незаборвне усне
- 2011. Одржано
- 2011. Последња киша
- 2012. Мачка